# تپه آت دره سی
تپه آت دره سی مربوط به عصر مس - مفرغ است و در شهرستان میانه، بخش مرکزی، دهستان اوچ تپه شرقی، ۲۰۰ متری شمال سه راهی روستای آبک واقع شده و این اثر در تاریخ ۲۸ اسفند ۱۳۸۵ با شمارهٔ ثبت ۱۸۹۰۵ به‌عنوان یکی از آثار ملی ایران به ثبت رسیده است.